# Ризя, Элизабета
Элизабета Ризя (рум. Elisabeta Rizea; 28 июня 1912, Домнешти — 6 октября 2003, Питешти) — румынская крестьянка-антикоммунистка, участница повстанческого движения. После революции 1989 стала символом антикоммунистического сопротивления Румынии.

## В партизанском движении
Родилась в многодетной крестьянской семье. С семьёй переселилась из родной деревни Домнешти в село Нукшоара. С детства занималась крестьянским трудом, не смогла окончить школу.
Семейство Ризя не приняло политику коллективизации, проводимую коммунистическими властями. Георге Шута — дядя Элизабеты — был расстрелян в 1948 как торговец и активист Национал-цэрэнистской партии, семейное имущество конфисковано.
В Нукшоаре сложился один из локальных центров антикоммунистического вооружённого сопротивления в горах Фэгэраш. Элизабета Ризя, вслед за мужем и двумя сыновьями, примкнула к партизанскому отряду Haiducii Muscelului во главе с бывшими офицерами королевской армии Георге Арсенеску и Тома Арнэуцою. Её задачей в отряде было снабжение продовольствием.

Когда эти гнусные коммунисты пришли к власти, они отняли у нас всё — нашу землю, деревянные телеги, даже вырывали волосы. Но наши души они взять не смогли.

Элизабета Ризя

## Арест, пытки, заключение
В конце 1949 Элизабета Ризя была схвачена Секуритате. Несмотря на пытки (подвешивание за волосы, переломы рёбер и коленей), отказалась давать информацию о партизанах.

Они подвесили меня на крюк в потолке. Я кричала: «Застрелите, отрежьте голову, вырвите глаза и язык, но не спрашивайте!» «Мы даём триста леев», — сказал он и положил деньги. «Капитан, я не Иуда, чтобы продаться за тридцать сребреников». Меня связали, снова стали бить… Я молилась, чтобы Бог помог мне молчать.

Элизабета Ризя

Приговорена к смертной казни, заменённой тюремным заключением. Отбывала срок до 1958. В 1961, после захвата повстанческого командира Арсенеску (казнён в 1962), была арестована вновь, осуждена на 25 лет. Освобождена по амнистии в 1964. Жила в Нукшоаре.

## Символ борьбы
По политическим взглядам Элизабета Ризя всю жизнь оставалась монархисткой, убеждённой сторонницей короля Михая. Неоднозначным было её отношение к Николае Чаушеску, которого она явно отделяла от коммунистов времён Георгиу-Дежа.

При Николае Чаушеску я была освобождена, смогла вернуться домой.

Элизабета Ризя

После революции 1989 Элизабета Ризя стала символом румынского антикоммунистического сопротивления. Её история получила широкую известность после документального фильма Memorialul durerii («Мемориал боли»), снятого известным режиссёром Люсией Хоссу-Лонгин.
В 2001 Элизабета Ризя встречалась с бывшим королём Михаем при его визите в Румынию.

## Кончина и память
Элизабета Ризя скончалась в больнице Питешти в возрасте 91 года. О её кончине официально сообщил председатель Национальной ассоциации бывших политзаключённых Тику Думитреску. Глубоко уважавшие Элизабету Ризю односельчане выступили с инициативой установки памятника. Идею мемориала антикоммунистическому сопротивлению поддержал президент Румынии Траян Бэсеску.
В ходе опроса, проведённого румынским телевидением в 2006, Элизабета Ризя заняла 58-е место в рейтинге «Великие румыны» (выше Эжена Ионеску, Серджиу Николаеску, Думитру Прунариу).